# Dropbear
Dropbearは、Matt Johnstonによって書かれたSecure Shell互換のサーバー・クライアントソフトウェアパッケージである。組込みシステムなどのメモリやCPUリソースが少ない環境向けに標準のOpenSSHの代替となるように設計された。OpenWrtやその他のルーターディストリビューションのコアコンポーネントの1つである。
Dropbearは2003年4月に初めてリリースされた。

## 技術
Dropbearは、Secure Shell（SSH）プロトコルのバージョン2を実装している。
暗号化アルゴリズムは、Dropbearディストリビューション内に含まれるサードパーティの暗号化ライブラリを使用して実装されている。BSDスタイルの疑似ターミナルを処理するために、OpenSSHに由来するコードが使用されている。

## 特徴
Dropbearは、クライアントとサーバーの両方で完全なSSHバージョン2プロトコルを実装している。容量とリソースを節約し、SSHバージョン1に固有のセキュリティの脆弱性を回避するため、SSHバージョン1の下位互換性はサポートされていない。SCPも実装されている。SFTPサポートは、OpenSSHや同様のプログラムによって提供されるバイナリファイルに依存している。FISHはどのような場合でも機能し、Konquerorによってサポートされている。
Dropbearは、バージョン2013.61test以降で、鍵交換用の楕円曲線暗号をサポートしている。